# Christopher Schindler
Christopher Wolfgang Georg Schindler (ur. 29 kwietnia 1990 w Monachium) – niemiecki piłkarz występujący na pozycji obrońcy w 1. FC Nürnberg.